# 이시이 시로
이시이 시로(일본어: 石井 四郎, 1892년 6월 25일 ~ 1959년 10월 9일)는 일본의 군인으로 731부대 사령관에 임명되어 중일전쟁 중 일본 제국 군대의 생물학전을 담당했다.

## 생애
이시이 시로는 지바현 산부군 시바야마정에서 아버지 이시이 가츠라와 어머니 치요 사이의 사남으로 출생했다. 유년기부터 수재로 이름을 떨친 그는 현립 치바중학교를 졸업하고 가나자와 4고를 거쳐 교토 제국대학 의학부를 수석으로 졸업하였다. 그의 형인 장남 도라오는 러일전쟁에서 전사하였고 차남 츠네오는 육군 촉탁(囑託, 고용된 계약직 민간인) 대학을 졸업하고 육군 군의로 복무하던 시로는 1924년 4월에 세균학과 혈청학, 예방의학, 병리학 연구를 위해 교토 대학원으로 파견되었다. 그가 대학원생으로 교토 대학으로 돌아온 여름에 기묘한 수면병이 전국적으로 유행하여 그 해 9월까지 전국적으로 3천 3백 명이 사망하였다. 연구 결과 이 병은 유행성 뇌염의 일종인 기면성 뇌염이라는 사실이 밝혀졌다.
당시 교토 대학 의학부는 전 학부 차원에서 연구조사에 몰두하여 병원체가 바이러스인 것을 밝혀냈는데, 전체 학부가 참가하여 연구조사를 할 것을 제안한 인물이 시로였다. 그가 지도교수를 찾아가 연구조사를 촉구하고 동료 연구자들을 움직여 결국 교수회에서 가결되었고, 내과, 병리, 세균학 교실에서 각각 연구원이 차출되어 팀이 꾸려졌다. 당시 이 전염병을 연구한 경험이 시로의 삶의 방향에 결정적인 영향을 준 것으로 보인다.
시로는 대학원생 때 며칠 동안 실험을 거듭하다 세균이 들어있는 플라스크를 실수로 깨뜨려버려서 좌절했던 경험이 있다고 한다. 그래서 그는 연구실에서 실험하는 연구자는 자신의 적성에 맞지 않다고 생각하여, 이론가나 연구조직자가 되는 길을 택한 듯하다. 시로는 기면성 뇌염의 조사를 위해 연구팀을 이끌고 현장을 지휘했고, 결국 동물실험에 성공하여 도쿄의 학회에서 전염병의 원인이 바이러스라는 것을 밝혀냈다. 이로 인해 그는 팀 연구의 성과를 체감하는 한편 의학연구의 조직자로서 경력을 쌓을 수 있었고, 1927년에 박사논문 ‘그람양성쌍구균에 대한 연구’까지 완성할 수 있었다.
한편 시로는 대학원 시절에 미생물학 교실 건너편에 있던 교토 대학 총장 아라키 엔자부로의 관사를 매일 방문하여, 그의 딸 히로코와의 결혼을 간청하여 허락을 받았다는 일화를 남겼다.

## 731부대

### 설립
1928년부터 2년 간 해외를 시찰하고 귀국한 이시이 시로는 소좌로 승진한 뒤 육군군의학교 교관으로 임명되었다. 그는 해외에 체재하는 동안 세균 화학무기에 대해 구체적인 이해와 계획을 가진 것으로 보이며, 이 무렵부터 생화학병기 금지를 결의한 제네바 의정서에 착안하여 세균전 부대의 창설을 제안하였다. 1932년에는 ‘이시이식 세균배양캔’을 개발하여 특허를 받았고, 4월에 육군군의학교 방역부 지하실에 방역연구실을 설립하여 ‘이시이식 여수기’를 완성하였다. 8월에 만주로 출장을 가서 하얼빈 교외에 세균병기 방위연구소 설립을 시작하였고 기밀 유지를 위해 도고 부대라는 암호명을 사용하였다.
이후 시로는 육군군의학교에서 세균학을 교육하였고, 1936년에 천황의 인가를 얻어 관동군 방역급수부를 편성하여 조직적으로 인체실험과 세균 연구를 전개하였다. 도고 부대의 의사는 모두 이시이보다 계급이 낮은 군의였고 전원이 가명을 사용했다. 이들은 본격적으로 731부대를 조직하기 위해 가능성을 타진하는 예비부대의 성격이었다. 5년에 걸친 준비기간 끝에 인체실험이 유효하며, 중국에서 실험대상을 확보할 수 있다는 것이 확실시되었다.
1931년 봉천(현재의 심양) 근교에서 만주사변의 시작을 알리는 유조호 사건1)이 일어났고, 이를 발단으로 관동군 방역부가 정식 발족되었다. 또한 말이나 동물에 대한 생물전을 연구하는 부대인 관동군 군마공역창(100부대)도 현재의 장춘 시에 설치되었다. 731부대 발족 후 1938년부터 1942년 사이에 북경, 남경, 광동(현 광저우), 싱가포르에 731부대의 자매부대 격인 방역급수가 만들어졌다. 이들 부대의 대원수는 각각 5백 명에서 1천 5백 명 규모였고, 시로의 부하가 부대장이 되어 하얼빈 부대와 서로 연계하여 활동했다.
예를 들면 1940년부터 1942년에 걸쳐 중국 중부지역에 가해진 생물병기 공격은 731부대와 남경부대의 공동작전이었다. 이 다섯 개의 부대를 통괄하여 지휘한 인물이 시로였고, 육군 내에서는 1940년경부터 그가 주관하는 육군군의학교 방역연구실까지 합쳐 이시이 기관이라고 불렀다. 이시이 기관의 인원은 전부 합쳐 1만 명을 넘었고, 생체실험도 731부대뿐 아니라 남경에 있는 부대에서도 일상적으로 실행됐다는 것이 확인되고 있다.
시로가 만든 세균병기 연구개발조직의 특징은 인체실험이 필요하면 언제든 국외에서 가능하다는 점을 전제로 했다는 것이다. 전염병 연구는 다른 관점에서 보면 대인용 생물병기 개발연구이기도 했다. 이를 중시한 이유는 731부대의 가상 적국이 소련이라고 알려져 있었으나 실상 중국이 제1의 목표였기 때문이다. 즉 이미 점령하고 있는 땅에서 사람만을 병에 걸리게 하는 병원체를 사용하는 것이기 때문에, 공격 대상지역에 있는 일본인을 백신으로 지킬 수 있다는 것이다.
731부대 및 시로의 네트워크로 실행된 인체실험을 구체적으로 분류하면 다음과 같다. 수술연습, 미지의 병원체 발견을 위한 감염실험, 병원체의 감염력 증강을 위한 감염실험, 새로운 치료법 개발을 위한 실험, 백신이나 약품의 개발 실험 등이다. 이외에도 수없이 많은 만행이 실험이라는 이름으로 자행되었다.
시로는 1938년 5월 노몽한 사건 발발로 야전방역 급수부장으로 출동하여, 그 성과를 인정받아 관동군으로부터 감사장을 수여받고 공4급 금치훈장과 육군기술유공상을 수상했다. 1941년에는 육군군의소장으로 승진하였고, 부대 이름을 비밀 익명인 만주 제731부대로 바꾸었다. 1942년에는 남경의 산동성 제1군 군의부로 파견되어 떠났다가 1945년 3월 다시 관동군 급수부장으로 취임하였고, 5월에 만주 제25202부대로 개칭하였다.

### 패전 이후
1945년 8월 이시이 시로의 명령으로 731부대는 증거인멸을 위해 철저히 소각되었고, 대원들은 수용되어 있던 약 400명의 생체실험 대상자(일명 마루타)를 태워 죽인 후 귀국하였다. 패전 후 시로는 전범으로 기소될 것을 두려워하여 병사를 위장해 거짓장례까지 치렀고, 치바를 떠나 신주쿠에서 여관을 경영하다 1959년 67세의 나이에 후두암으로 사망했다. 731부대의 자료는 연합국 최고사령부와의 밀실교섭으로 미국으로 넘어가는 대신 당사자들의 전범 기소를 피할 수 있게 되면서, 731부대가 자행한 만행에 대한 재판은 이루어지지 못했다.
1947년 미군은 소련의 통보에 의해 이시이 기관의 인체실험 사실을 알게 되었고, 이후 실험의 데이터를 모으는데 주력하였다. 그러다 731부대원이었던 가나자와 대학 의학부 병리학 교수 이시가와 다치오마루가 비밀리에 가져온 표본의 존재가 알려졌고, 이 표본은 다치오마루의 설명문과 함께 미국의 생물전 연구소 캠프 데트릭(현재의 포드 데트릭)으로 보내졌다. 다치오마루가 쓴 영문의 레포트는 탄저병과 비저병의 인체실험과 페스트균에 관한 것으로, 탄저균이 인체에 어떻게 들어가 병변을 일으키는지에 대해 색연필로 자세히 그려져 있다.
한편 소련 국경에 가까운 지부에 있던 일부 731부대원들은 소련의 포로가 되었다. 본부인 731부대와 항구도시인 대련에 있었던 지부 및 페스트 방역반의 요원은 거의 포로가 되지 않았다. 국외에 있는 731부대 관련 자료 중 가장 중요한 것은 1950년 모스크바에서 간행된 「세균전용 병기의 준비 및 사용으로 기소된 전 일본군 군인의 사건에 관한 공판서류」에 첨부된 하바로브스크 재판 기록이다.
소련에 의해 열린 하바로브스크 재판은 1949년 12월 25일부터 30일까지 진행되었고, 피고는 관동관 사령관 야마다 오츠조, 관동군 군의부장 가지즈카 코지 등 12명이었다. 이들은 모두 유죄판결을 받았고 각각 교정노동수용소에서 2년에서 25년까지를 한도로 억류되었다. 이들 대부분 형기가 만료되기 이전에 귀국이 허락되어 1956년에 마지막 그룹이 귀국하였다.

## 회고
이시이 시로는 1955년 12월 교토 대학 때의 지도교수였던 기요노 겐지의 장례식장에서 이시이 기관의 설립되기까지의 경위와 규모, 목적 등에 대해 술회하였다.
“그래서 육군이 여러 차례 회의한 결과 결정하여 기온의 변화, 환경이 다르므로··· 하나는 만주의 북단으로 가면 좋겠다는 것이어서 결국 연구소를 그곳에 두게 되었던 겁니다. 그리고 계속 발전하여 우선 전쟁터가 4천 킬로미터나 넓어져··· 1년 내내 동시에 계속 전쟁이 일어났기 때문에 그에 대한 대응책으로 우선 장병의 신체를 보호하고 사망률을 낮추려는 국가 백년의 계획을 세울 것을 정했습니다··· 그래서 우선 육군군의학교에 연구실을 만들었고 다음으로 만주는 하얼빈에··· 또 남지는 중산대학을 중심으로 그 외 수차 연구실을 만들어 실시하였고 결국 324개의 연구소를 만든 겁니다. 그 결과 전염병 및 전염병 사망률이 낮아져 대장성이 매우 기뻐하여 그렇다면 계속할 수 있다는 결론이 났습니다. 그래서 하얼빈에 큰, 그러니까 마루 빌딩의 14배 정도의 연구소를 만들어 주었고 그 안에 전차도 있고 비행기도 있었습니다. 모든 종합대학에 연구소가 만들어지고 거기서 열심히 연구할 수 있었던 것입니다. 그 때 선생님께서 가장 주력하신 것인 인적요소입니다. 각 대학에서 가장 우수한 교수 후보를 모아 주셔서 여기 계신 이시가와 교수, 그리고 도호쿠대학의 오카모토 교수 그 외 십여 명의 교수진이 있습니다. ···그리하여 마지막으로 대동아의 전면에 걸쳐 이 민족선 방어의 제1차 완성을 보게 되었습니다.··· 소련이 왔기 때문에, 패전 때문에 부대는 폭발하고 모두 태우지 않을 수 없었고 비운으로 끝난 것입니다.”

이를 통해 정리해보면 대학 이상의 규모와 기동력을 가진 연구기관을 창설하여 운영하는 것이 그의 목적이었고 324개의 연구소를 갖추고 일본을 대표하는 의학자, 과학자들이 참가한 세계 최대의 생체실험센터를 만들었음을 알 수 있다. 패전으로 야망이 좌절되고 생체실험 등에 대한 것이 알려져 비판받고 있었음에도 불구하고, 반성의 언급은 보이지 않고 오히려 패전으로 연구나 실험이 중단된 것에 대한 안타까움만 드러나 있다.

## 소설 마루타
정현웅의 소설 마루타에 묘사된 바에 의하면 이시이 시로 중장은 키가 180cm나 되는 거인이었으며 교토제국대학 의학부 전체수석을 할 만큼 뛰어난 두뇌의 소유자이다. 또한 시골에서 농사짓던 형제들을 불러다 자신의 부대의 고등관으로 복무시켰으며 조카 이시이 나가데에게는 대위의 계급으로서 판임관의 신분을 부여하고 마루타를 공급하는 부서의 총책임자로 임명했다. 이시이 나가데는 싸움을 상당히 잘했으며 특히 검도실력이 관동군 전체 최강이라 묘사되었다.

## 같이 보기
- 요제프 멩겔레
- 페이퍼클립 작전
- 기시 노부스케